# Max Hänger der Ältere

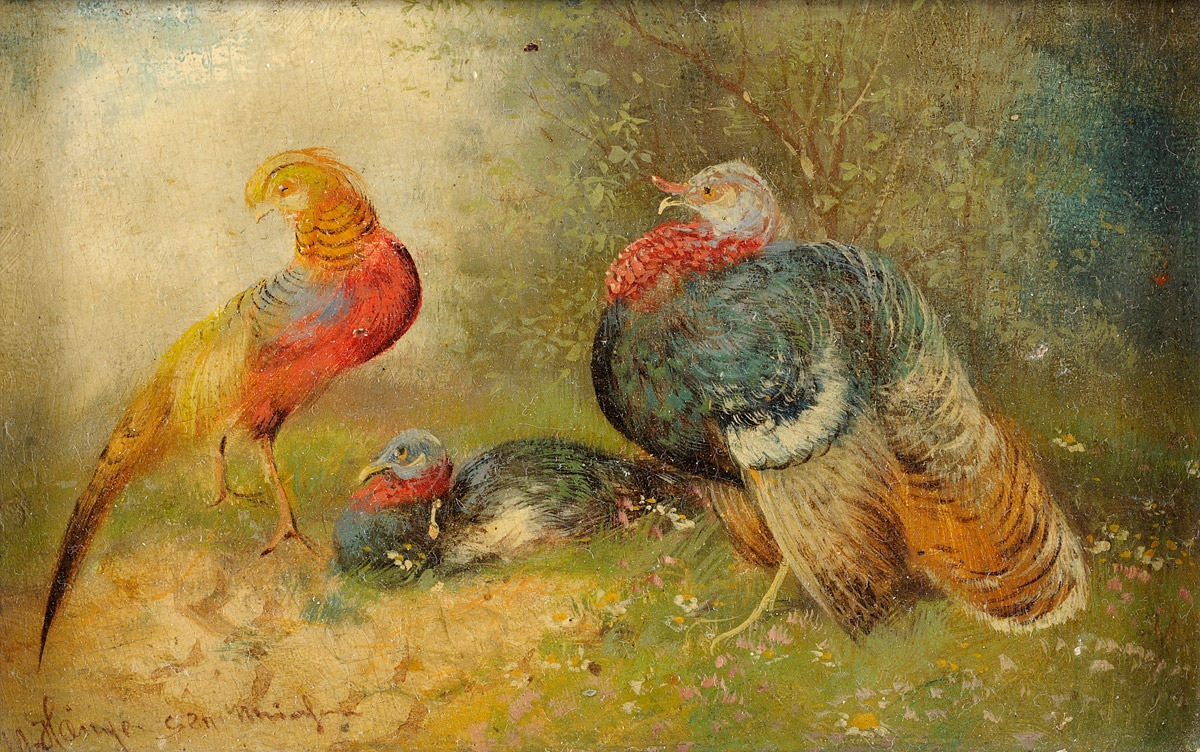
Max Hänger: Goldfasan und Truthähne

Max Josef Hänger der Ältere (auch Hühner-Hänger oder Haenger, * 19. März 1874 in München; † 4. September 1941 in Fürstenfeldbruck) war ein deutscher Tier- und Landschaftsmaler.
Max Hänger absolvierte zunächst eine Lehre als Dekorationsmaler, bevor er dann die Kunstgewerbeschule München besuchte. Er malte vorwiegend kleinformatige Bilder mit buntem Federvieh. Zu seinem Repertoire zählen auch balzende Auerhähne und Jagdmotive. Hänger war Mitglied im Reichsverband Bildender Künstler Deutschlands und zudem Gemeinderat in Eichenau bei München.
Sein Sohn war der Maler Max Hänger junior (1898–1961).